# Чача Чаудхарі
Чача (Дядько) Чаудхарі (англ. Chacha Chaudhary) — популярний персонаж індійського коміксу, створений карикатуристом Праном. Комікс виходить десятьма індійськими мовами, включаючи гінді та англійську, й продався майже десятьма мільйонами копій. Крім того, був зроблений телесеріал з Рагувіром Ядавом у ролі Чачі Чаудхарі.

## Історія
Чача Чаудхарі був створений у 1971 році для гіндімовного журналу Lotpot. Дуже скоро він став популярним як серед дітей, так і серед літніх людей. Згідно прес-релізу Diamond Comics індійські діти у віковій групі 10-13 років назвали Чачу Чаудхарі найбільш відомим персонажем коміксів.
Він був також гостем в інших коміксах Diamond Comics, таких, як Billoo (укр. Білу), Pinki (укр. Пінкі) та Lucky (укр. Лакі).